# Vallemaggia
Pour les articles homonymes, voir Maggia.
La Vallemaggia, ou Valle Maggia, est une vallée alpine située dans le canton suisse du Tessin, au nord de la ville de Locarno et du lac Majeur. Elle est traversée par la Maggia, dont la source est située au Pizzo Cristallina. Longue d'une cinquantaine de kilomètres, elle se ramifie en de nombreuses vallées latérales souvent inhabitées.
La vallée de la Maggia est l'une des plus grandes vallées du canton du Tessin. Elle s'étend sur 570 km2, soit environ un cinquième de la superficie du canton.
De 1907 à 1965, le chemin de fer de la Vallemaggia circulait dans la vallée, entre Locarno et Bignasco. Après le démantèlement de la voie ferrée, le tracé a été en partie réutilisé pour la construction d'une nouvelle route, mais surtout pour créer une piste cyclable qui relie toute la vallée.